# Joseph McCarthy (paroliere)
Joseph McCarthy, nato Thomas Joseph McCarthy, (Somerville, 27 settembre 1885 – New York, 18 dicembre 1943), è stato un paroliere e musicista statunitense.
Tra le sue canzoni più conosciute, You Made Me Love You e I'm Always Chasing Rainbows.

## Biografia
McCarthy nacque nel Massachusetts nel 1885. Collaborò di frequente con i compositori Harry Tierney (1890–1965) e Fred Fisher (1875–1942). Le sue canzoni appaiono in numerosi spettacoli del teatro musicale di Broadway fin dall'inizio degli anni dieci. Scrisse le parole per le musiche di Rio Rita, una delle più celebrate produzioni di Florenz Ziegfeld e per altri spettacoli del famoso impresario.

## Spettacoli teatrali
- The Wall Street Girl (Broadway, 15 aprile 1912)
- Doing Our Bit (Broadway, 18 ottobre 1917)
- Miss 1917 (Broadway, 5 novembre 1917)
- Oh, Look! (Broadway, 7 marzo 1918)
- Everything (Broadway, 22 agosto 1918)
- Ziegfeld Follies of 1919 (Broadway, 16 giugno 1919)
- Irene (Broadway, 18 novembre 1919)
- Ziegfeld Follies of 1920 (Broadway, 22 giugno 1920)
- The Broadway Whirl (Broadway, 8 giugno 1921)
- Up She Goes (Broadway, 6 novembre 1922)
- Glory (Broadway, 25 dicembre 1922)
- Irene (Broadway, 2 aprile 1923)
- Ziegfeld Follies of 1923 (Broadway, 20 ottobre 1923)
- Kid Boots (Broadway, 31 dicembre 1923)
- Ziegfeld Follies of 1924 (Broadway, 24 giugno 1924)
- Rio Rita (Broadway, 2 febbraio 1927)
- Cross My Heart (Broadway, 17 settembre 1928)
- Ziegfeld Follies of 1931 (Broadway, 1º luglio 1931)
- John Murray Anderson's Almanac (Broadway, 10 dicembre 1953)
- Irene (revival) (Broadway, 13 marzo 1973)

## Filmografia
- Dolly Connolly & Percy Wenrich (1928)
  - paroliere (non accreditato) di Sweet Cider Time, When You Were Mine (1928)
- Rio Rita, regia di Luther Reed (1929)
  - paroliere (non accreditato) di Jumping Bean, The Kinkajou, Sweethearts, River Song, Rio Rita, Siesta Time, Espanola, Are You There, The Rangers' Song, You're Always in My Arms, The Spanish Shawl, If You're in Love You'll Waltz, Out on the Loose, Poor Fool, Over the Boundary Line, Sweetheart, We Need Each Other, Following the Sun Around, Long Before You Came